# Consadole Sapporo 2012
Questa voce raccoglie le informazioni riguardanti il Consadole Sapporo nelle competizioni ufficiali della stagione 2012.

## Maglie e sponsor
| Manica sinistra · Manica sinistra · Maglietta · Maglietta · Manica destra · Manica destra · Pantaloncini · Pantaloncini · Calzettoni · Calzettoni | Manica sinistra · Manica sinistra · Maglietta · Maglietta · Manica destra · Manica destra · Pantaloncini · Pantaloncini · Calzettoni · Calzettoni |

## Rosa
| N. |                          | Ruolo | Calciatore         |
| -- | ------------------------ | ----- | ------------------ |
| 1  | Giappone (bandiera)      | P     | Takahiro Takagi    |
| 2  | Giappone (bandiera)      | D     | Takuma Hidaka      |
| 3  | Australia (bandiera)     | D     | Jade North         |
| 4  | Giappone (bandiera)      | C     | Ryūji Kawai        |
| 5  | Giappone (bandiera)      | C     | Masaki Yamamoto    |
| 6  | Giappone (bandiera)      | D     | Shunsuke Iwanuma   |
| 7  | Giappone (bandiera)      | C     | Jumpei Takaki      |
| 8  | Giappone (bandiera)      | C     | Makoto Sunakawa    |
| 9  | Giappone (bandiera)      | A     | Masashi Nakayama   |
| 10 | Giappone (bandiera)      | C     | Hiroki Miyazawa    |
| 11 | Giappone (bandiera)      | A     | Shunsuke Maeda     |
| 13 | Giappone (bandiera)      | A     | Yoshihiro Uchimura |
| 14 | Giappone (bandiera)      | C     | Issei Takayanagi   |
| 15 | Giappone (bandiera)      | C     | Hiroyuki Furuta    |
| 16 | Corea del Sud (bandiera) | P     | Lee Ho-Seung       |
| 17 | Giappone (bandiera)      | C     | Yasuaki Okamoto    |
| 18 | Giappone (bandiera)      | C     | Hironobu Haga      |

| N. |                     | Ruolo | Calciatore         |
| -- | ------------------- | ----- | ------------------ |
| 19 | Brasile (bandiera)  | A     | Thiago Quirino     |
| 21 | Giappone (bandiera) | P     | Toshiyasu Takahara |
| 22 | Giappone (bandiera) | A     | Yosuke Mikami      |
| 23 | Giappone (bandiera) | A     | Hideo Ōshima       |
| 24 | Giappone (bandiera) | A     | Junki Yokono       |
| 25 | Giappone (bandiera) | D     | Kazuki Kushibiki   |
| 26 | Giappone (bandiera) | A     | Shinya Uehara      |
| 27 | Giappone (bandiera) | C     | Takuma Arano       |
| 28 | Giappone (bandiera) | P     | Yuya Hikichi       |
| 29 | Giappone (bandiera) | D     | Tatsuki Nara       |
| 30 | Giappone (bandiera) | P     | Tetsu Sugiyama     |
| 31 | Giappone (bandiera) | D     | Takayuki Mae       |
| 32 | Giappone (bandiera) | A     | Yusuke Kondo       |
| 33 | Giappone (bandiera) | A     | Shota Sakai        |
| 34 | Giappone (bandiera) | D     | Kazunari Okayama   |
| 35 | Giappone (bandiera) | D     | Takaya Osanai      |
| 36 | Brasile (bandiera)  | D     | Juninho            |

## Statistiche

### Statistiche di squadra
| Competizione           | Punti | Totale | Totale | Totale | Totale | Totale | Totale | DR  |
| Competizione           | Punti | G      | V      | N      | P      | Gf     | Gs     | DR  |
| ---------------------- | ----- | ------ | ------ | ------ | ------ | ------ | ------ | --- |
| J. League Division 1   | 14    | 34     | 4      | 2      | 28     | 25     | 84     | -59 |
| Coppa Yamazaki Nabisco | -     | 6      | 1      | 2      | 3      | 6      | 11     | -5  |
| Coppa dell'Imperatore  | -     | 1      | 0      | 1      | 0      | 1      | 1      | 0   |
| Totale                 | -     | 41     | 5      | 5      | 28     | 32     | 96     | -64 |